# Joop Schafthuizen
Joop Schafthuizen alias Matroos Vos of Matroos Vosch (Schiedam, 21 maart 1948) is de laatste partner van de Nederlandse schrijver Gerard Reve. Diens roman Wolf (1983) is aan Schafthuizen opgedragen. 

## Biografie
Reve en Schafthuizen leefden samen vanaf 1975 tot en met Reves overlijden in 2006. Schafthuizen werd vooral bekend als zaakwaarnemer van Reve, hij behartigde de financiële zaken van en voor de schrijver. Voordat Schafthuizen in Reves leven kwam, leidde de schrijver een financieel ongeorganiseerd bestaan. Schafthuizen stelde orde op zaken en begon met een uiterst zakelijke exploitatie van het werk van zijn levenspartner. Hij bemiddelde uit naam van Reve met uitgevers, tijdschriften, tv-programma's etc.. 'Niets voor niets', was het motto van Schafthuizen. Dat kwam hem niet altijd op vriendelijke reacties te staan. Schafthuizen is vaak gezien als profiteur; maar waarschijnlijk handelde hij zelden tegen de wil van Reve. In 1996 verkocht hij namens Reve het manuscript van de roman De avonden voor 160.000 gulden op een veiling. Het werd aangekocht door het Nederlands Letterkundig Museum. Hoofdconservator Anton Korteweg had dit ongekende bedrag in de media al voor de openbare veiling aangekondigd als het maximum waartoe het museum, dankzij een overheidssubsidie, kon gaan. 
Schafthuizen was de drijvende kracht achter boeken als Archief Reve en Schoon schip, die verspreid werk van Reve bevatten, en Album Reve, een fotoboek over zijn leven. Daarnaast verzorgde Schafthuizen vanaf de jaren 80 de uitgave van een groot aantal brievenboeken. Bovendien ordende hij systematisch al Reves werk. In tegenstelling tot eerdere geliefden van Reve (Wim Schuhmacher ('Wimie'), Willem Bruno van Albada ('Teigetje') en Henk van Manen ('Woelrat')), is er geen boek aan Schafthuizen gewijd (Moeder en Zoon is wel aan hem opgedragen en hij speelt er een bepalende rol in). Schafthuizen voorkwam elk contact tussen Reve en Van Albada en Van Manen. Met Reves voormalige echtgenote, Hanny Michaelis, was er wel contact. Tot het einde van Reves leven, inclusief de periode dat hij aan dementie leed, heeft Schafthuizen voor de schrijver gezorgd.